# Coopération de Barents
 (mars 2021).
Si vous disposez d'ouvrages ou d'articles de référence ou si vous connaissez des sites web de qualité traitant du thème abordé ici, merci de compléter l'article en donnant les références utiles à sa vérifiabilité et en les liant à la section « Notes et références ».
La coopération de Barents (en  anglais Barents Euro-Arctic Council, BEAC) est une instance de coopération.

La déclaration de Kirkenes (11 janvier 1993) rédigée lors de la conférence de coopération euro-arctique de Barents à Kirkenes (Norvège) pose les cadres de la coopération.
 Une nouvelle déclaration de  Kirkenes est adoptée en  2013.

Son périmètre d'action se concentre autour de la Mer de Barents. Il est délimité à l'ouest par la Norvège (archipel du Svalbard),  à l'est par l'Oural et la Nouvelle-Zemble et le golfe de Botnie constitue la limite sud. La région compte plus de 5 000 000 habitants sur 1,075 000 km2; les trois-quarts appartiennent à la Russie.

## Participants

### États membres
L'organisation regroupe les  cinq pays nordiques (Norvège, Suède, Finlande, Danemark et Islande) ainsi que la  Russie et la Commission européenne.

L'instance reçoit également comme observateurs les états suivants : Canada, France, Allemagne, Italie, Japon, Pays-Bas, Pologne, Royaume-Uni, États-Unis d'Amérique.

La coopération se fait à un double niveau : 

## Conseil euro-arctique de Barents
- Le Conseil euro-arctique de Barents (BEAC), au niveau intergouvernemental.

La coopération de Barents a comme objectifs globaux le développement soutenable de la région, la promotion de la coopération et de la bonne gouvernance, d'être une instance de dialogue régional et de cohésion, et d'assurer le suivi de la politique arctique de l'Union européenne.
Son siège est à Kirkenes en Norvège.
La présidence du Conseil euro-arctique de Barents est assurée par roulement tous les 2 ans entre la Finlande, la Norvège, la Russie et la Suède.
| Années  | Pays                     |
| ------- | ------------------------ |
| 2023-24 | Finlande, Norvège, Suède |
| 2021−23 | Finlande                 |
| 2019−21 | Norvège                  |
| 2017−19 | Suède                    |
| 2015−17 | Russie                   |
| 2013−15 | Finlande                 |
| 2011−13 | Norvège                  |
| 2009−11 | Suède                    |
| 2007−09 | Russie                   |

Après l'invasion de l'Ukraine par la Russie en 2022, la Finlande, le Danemark, l'Islande, la Norvège, la Suède et l'UE décident de suspendre leur coopération avec la Russie en mars 2022.
Le 18 septembre 2023 la Russie, qui aurait dû occuper le siège tournant de la présidence, annonce se retirer du Conseil euro-arctique de Barents.
Un intérim d'un an regroupant la Finlande, la Norvège et la Suède est décidé les 23 et 24 octobre 2023.

## Conseil régional de Barents
- Le Conseil régional de Barents (Barents Regional Council, BRC) au niveau inter-régional de 13 régions (avec une association des représentants des peuples autochtones Samis, Nenets et Vepses)

Membres des pays nordiques :

Finlande : la Cajanie, Laponie, Oulu, Carélie du Nord

Norvège : Comté de Nordland, Comté de Troms et Finnmark 

Suède : Comté de Norrbotten (en français Botnie du nord ou Botnie septentrionale), Vasterbotten (en français Botnie-Occidentale)

Russie : Arkhangelsk, Carélie, Komi, Mourmansk et la Nénétsie
La présidence est biennale et tournante entre les régions de Finlande, Norvège, Suède et Russie.
| Années  | Région                           |
| ------- | -------------------------------- |
| 2023–25 | Carélie du nord (Finlande)       |
| 2021–23 | Nenets Autonomous Okrug (Russie) |
| 2019–21 | Västerbotten (Suède)             |
| 2017–19 | Finnmark (Norvège)               |
| 2015–17 | Cajanie (Finlande)               |
| 2013–15 | Arkhangelsk (Russie)             |
| 2011–13 | Norrbotten (Suède)               |
| 2009-11 | Troms County (Norvège            |
| 2007-09 | Oulu Region (Finlande)           |